# Pasjoniści
 Zgromadzenie Męki Pańskiej (CP), popularnie zwane pasjonistami, zostało założone w 1720 we Włoszech przez św. Pawła od Krzyża (Paweł Danei, 1694–1775), a zatwierdzone w 1741 przez papieża Benedykta XIV. Zgromadzenie Męki Pańskiej dało Kościołowi dwóch biskupów.

## Historia
Założycielem zgromadzenia pasjonistów był św. Paweł od Krzyża. W odpowiedzi na wezwanie papieża Klemensa XI do wyprawy krzyżowej przeciw Turcji zaciągnął się do wojska w 1715. 20 lutego 1716 podczas adoracji Najświętszego Sakramentu zdał sobie sprawę, że walka nie jest jego powołaniem. Po powrocie do domu zaczął dojrzewać duchowo i dnia 22 listopada 1720 uzyskał zgodę od biskupa Francesco Alborio di Gattinara na przyjęcie przez niego czarnego habitu pokutnego; to wydarzenie jest uważane za początek istnienia Zgromadzenia Męki Pańskiej. W tym samym roku napisał regułę zgromadzenia, o zatwierdzenie której starał się rok później u papieża, lecz nie otrzymał audiencji. W 1727 po przybyciu do Rzymu otrzymał, wraz z bratem Janem Chrzcicielem Danei, święcenia kapłańskie z rąk papieża Benedykta XIII. Rok później udał się do Monte Argentario (pustelnia św. Antoniego), gdzie 11 lipca wraz z sześcioma współbraćmi złożyli publicznie śluby zakonne ubóstwa, czystości i posłuszeństwa oraz dodali ślub czwarty: „szerzenia nabożeństwa i kultu Męki naszego Pana Jezusa Chrystusa”. W 1737 nastąpiło uroczyste otwarcie pierwszego klasztoru na Monte Argentario pw. Ofiarowania NMP. Mimo że wcześniejsze próby zatwierdzenia zakonu i jego reguły nie powiodły się, to jednak św. Paweł podejmował dalsze próby; ostatecznie papież Benedykt XIV 15 maja 1741 zatwierdził Zgromadzenie Męki Pańskiej, a jego następca – Klemens XIII – bullą Supremi Apostolatus zatwierdził zgromadzenie na prawach papieskich (1769). W 1771 w Tarquini został założony klasztor mniszek pasjonistek. Ostatecznie prawomocność zgromadzenia potwierdził papież Pius VI bullą Praeclara virtutum exempla z 1775. 18 października tego samego roku zmarł założyciel zgromadzenia św. Paweł od Krzyża.

## Pasjoniści w Polsce
Pasjoniści w Polsce pojawili się w 1923 dzięki papieżowi Piusowi XI który, jako były nuncjusz apostolski w Polsce, bardzo naciskał na przełożonego generalnego pasjonistów, aby ten rozwinął misję pasjonistów na Polskę. Biskup płocki Antoni Nowowiejski sprowadził pasjonistów do Przasnysza. Tam 17 czerwca 1923 pasjoniści oficjalnie przejęli zrujnowany dawny klasztor bernardynów. W okresie międzywojennym zgromadzenie rozwijało się bardzo prężnie, lecz II wojna światowa zatrzymała jego rozwój. W 1942 siedmiu zakonników przasnyskiego klasztoru zostało wywiezionych do niemieckiego obozu koncentracyjnego Soldau (KL) w Działdowie, gdzie ich zamordowano. Po wojnie zgromadzenie pasjonistów w Polsce zaczęło się odradzać. W 1958 erygowano w Polsce samodzielną prowincję zgromadzenia pw. Wniebowzięcia Najświętszej Maryi Panny. Od tego momentu do 1994 Przasnysz był siedzibą polskiej prowincji zgromadzenia. Polskim kandydatem na ołtarze jest Sługa Boży o. Bernard Kryszkiewicz (wicepostulatorem jego procesu beatyfikacyjnego był o. Dominik Buszta CP).
Obecnie polska prowincja pasjonistów liczy 39 zakonników pracujących w 8 klasztorach w Polsce oraz w jednym na Ukrainie (Smotrycz na Podolu). Dom prowincjalny, połączmy z domem studiów, znajduje się w Warszawie-Grochowie. Klerycy studiują w Wyższym Metropolitalnym Seminarium Duchownym w Warszawie.

## Cel
Misje, kaznodziejstwo i szerzenie kultu Męki Pańskiej (Passio).

## Duchowość
Zakonnicy żyją w braterskiej wspólnocie, „rozważając w sercu” Mękę Chrystusa, którą Założyciel nazywał „największym i niepojętym dziełem Boskiej Miłości”, i zobowiązują się specjalnym ślubem do głoszenia światu hańby i chwały krzyża – „najlepszego lekarstwa na zło, pleniące się na świecie”.

## Śluby
Poza ślubami: ubóstwa, czystości i posłuszeństwa, pasjoniści składają dodatkowo ślub apostolstwa.

## Habit
Pasjoniści noszą czarny habit przepasany skórzanym pasem w tym samym kolorze, a na piersi znak męki: serce, z którego wyrasta krzyż z umieszczonym wewnątrz niego napisem: Iesu XPI Passio (Męka Jezusa Chrystusa).

## Święci i błogosławieni
- św. Wincenty Strambi, biskup
- św. Gabriel od Matki Boskiej Bolesnej Possenti
- św. Karol od św. Andrzeja
- 26 Błogosławionych Pasjonistów-Męczenników z Daimiel

## Przełożeni generalni zgromadzenia
- Joachim Rego (2012–2024)
- Giuseppe Adobati Carrara (od 2024)[5]